# Wiiisdom
Pour les articles homonymes, voir GB et Smith.
Wiiisdom - anciennement GB&SMITH - est un éditeur de logiciel français qui fournit des solutions de Gouvernance Analytics pour permettre à ses clients de fiabiliser leurs plateformes décisionnelles et avancer sur la voie d'une culture data-driven. L'entreprise a été fondée en 2007 par Sébastien Goiffon et Alexandre Biegala à Lille où son siège social est situé. Elle dispose également d'agences à Londres (Royaume-Uni), Boston (États-Unis), Atlanta (États-Unis), et Montréal (Canada).

## Histoire
La société Wiiisdom a été fondée en 2007 par Sébastien Goiffon et Alexandre Biegala, experts de l'Informatique décisionnelle. À l'origine dénommée GB&SMITH l'entreprise change de nom en 2021 pour refléter son repositionnement stratégique.
Alexandre Biegala et Sébastien Goiffon ont inventé une méthode d'audit et de gestion des droits d'accès à travers une interface matricielle basée sur les métadonnées. Cette innovation fait l'objet de deux brevets et a permis d'asseoir le succès de l'entreprise,.
En 2020, l'entreprise a fait l'acquisition de la start-up britannique Kinesis-CI spécialisée dans le BI Testing pour Tableau Software. Kinesis en 2021 sera renommé Wiiisdom Ops. Cette acquisition positionne l'entreprise sur le marché émergent de la Gouvernance Analytics.

## Solutions
Wiiisdom fournit des solutions modernes de Gouvernance Analytics qui permettent de tester les données accessibles dans les différents outils de Business Intelligence et de Data Analytics, de mesurer les coûts et l'adoption utilisateur par projet ou département et d'automatiser les opérations afin de maximiser le potentiel du patrimoine analytique de ses clients. L'entreprise propose de gammes de produits décrits ci-après.

### 360Suite - Solutions pour SAP BusinessObjects et SAP Data Services
360Suite est un ensemble de neuf modules différents permettant de simplifier la gestion de SAP BusinessObjects  et SAP Data Services:
- 360Eyes : Analyse et audit des métadonnées, analyses d'impact ;
- 360Bind : Tests de régression automatisés (comparaison des résultats et des images au pixel près depuis les rapports Webi, Deski, Analysis for Office et Crystal reports) ;
- 360Plus : Sauvegarde, promotion, restauration des fichiers supprimés ;
- 360View : Administration de la sécurité via des matrices reliant ressources et utilisateurs, mises à jour en masse (UNV vers UNX, documents orphelins) ;
- 360Cast : Planification et diffusion (bursting) dynamiques des documents BOBJ ;
- 360Safe : Gestion des licences et contrôles proactifs ;
- 360Vers : Versioning des objets ;
- 360Live : Monitoring des services, analyse de performance et disponibilité de la plateforme ;
- 360Univ : Audit et mise à jour en masse des univers (UNV/UNX).
- 360Eyes for SAP Data Services : Documentation et analyses d'impact pour SAP Data Services

### Wiiisdom Ops - Solutions pour Tableau Software
Wiiisdom Ops : Solution de tests automatisés pour Tableau Software.
- Tests de régression
- Tests multi-environnements
- Tests de charge / performance
- Tests fonctionnels

## Reconnaissance
- 2017 Top 1000 Europe's Fastest-Growing Companies[7] ;
- 2013-15 Deloitte EMEA technology Fast 500[8],[9],[10] ;
- 2014 Ernst & Young Prix de l'Entreprise d'avenir pour la région Nord[11],[12].